# هانس وادر
هانس ایکارد وادر (آلمانی: Hans Eckard Wader؛ زادهٔ ۲۳ ژوئن ۱۹۴۲) خواننده-ترانه‌پرداز، موسیقی‌دان، آهنگساز و گیتارنواز اهل آلمان است. وی از سال ۱۹۶۹ میلادی تاکنون مشغول فعالیت بوده است. او از دهه ۱۹۷۰ در محافل چپ آلمان نقش مهمی داشته و آهنگ‌هایش موضوعاتی مانند مقاومت سوسیالیستی و کمونیستی در برابر ظلم در اروپا و جاهای دیگر مانند آمریکای لاتین را پوشش می‌دهد. وی از ۱۹۷۷ تا ۱۹۹۱ عضو حزب کمونیست آلمان بود. هانس وادر، هم آهنگ‌های جدیدی نوشت و هم نسخه‌هایی از آثار تاریخی قدیمی‌تر را دوباره تنظیم و اجرا کرد. وی هم‌اکنون ساکن کاسل است و آخرین کنسرت خود را در ۳۰ نوامبر ۲۰۱۷ اجرا کرد.